# Passage Singer
Le passage Singer est une voie du 16e arrondissement de Paris, en France.

## Situation et accès

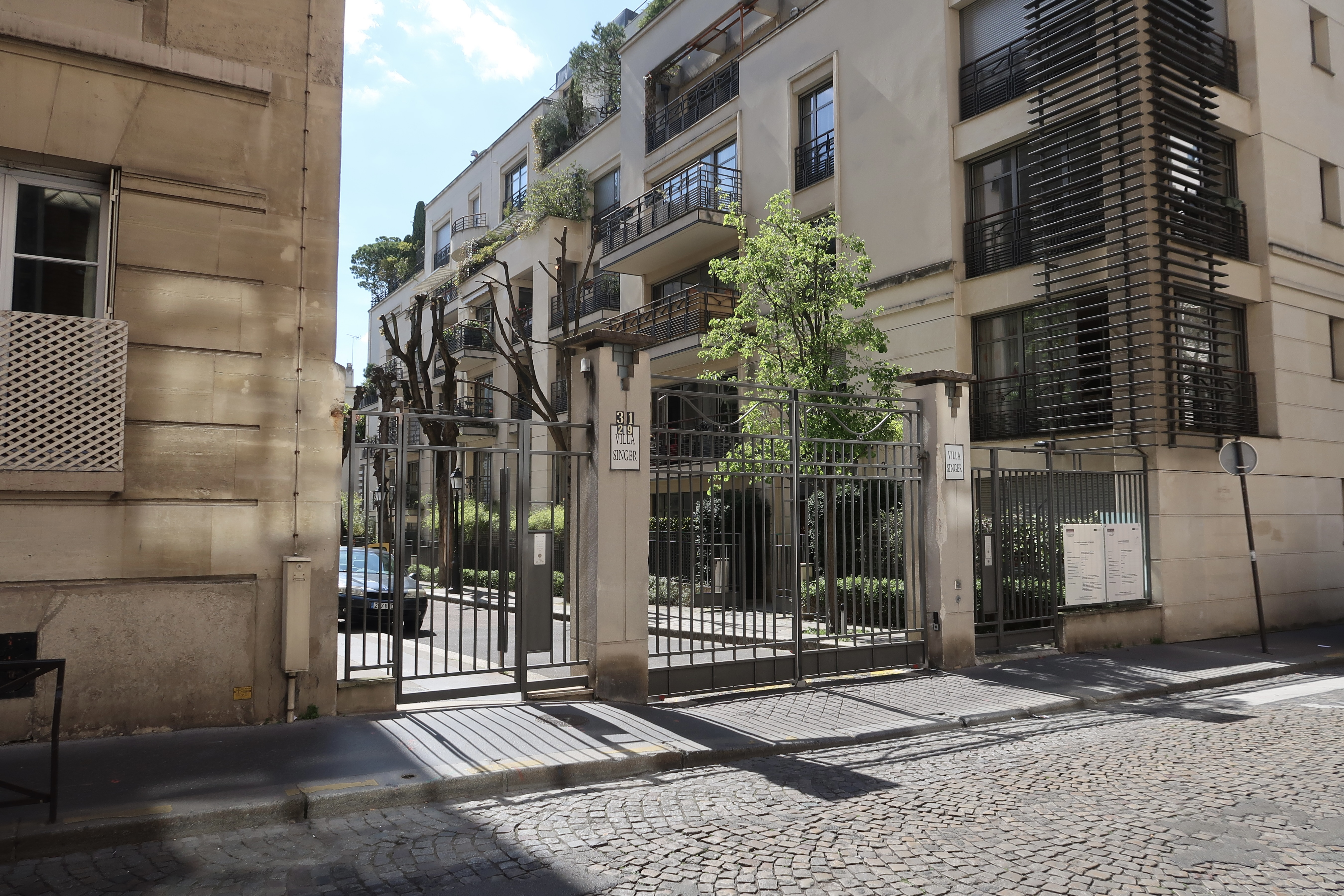
Entrée côté rue Singer.

Le passage Singer est une voie privée située dans le 16e arrondissement de Paris. Il débute au 29, rue Singer et se termine au 36, rue des Vignes.
Le quartier est desservi par la ligne 9 à la station La Muette ; la gare de Boulainvilliers de la ligne C est toute proche.

## Origine du nom
Il porte le nom de l'industriel et philanthrope David Singer (1778-1846), propriétaire des terrains sur lesquels la voie fut ouverte. Il doit sa dénomination à son voisinage avec la rue homonyme.

## Historique
Cette voie ouverte sous le nom de « passage Amavet » prend sa dénomination actuelle vers 1880.
À la suite de la construction d'un immeuble comprenant 35 appartements au no 3 en 2002, une grille est installée par sécurité entre les 29 et 31, rue Singer.

## Bâtiments remarquables et lieux de mémoire
- Le 3 mars 1932, un dispensaire antituberculeux est inauguré, passage Singer, par Camille Blaisot, ministre de la Santé publique[2].
- No 1 : le banquier et universitaire Alfred Pose (1899-1969) a habité à cette adresse[3].
- No 3 : résidence « Villa Singer », construite en 2002[4].